# Бадомдара
Бадомдара (Бодомдара, тадж. Бодомдара) — река в Таджикистане, на Юго-Западном Памире, в Рошткалинском районе Горно-Бадахшанской автономной области, левый приток реки Шахдара (бассейн Амударьи). Берёт исток на восточном склоне Ишкашимского (Ваханского, Шахдаринского) хребта, у пика Маяковского (пика Трёхглавого). Впадает в реку Шахдара выше по течению села Рошткала, в 49,5 км выше места впадения реки Шахдара в реку Гунт. Питание ледниково-снеговое. Длина реки — 27 км, площадь бассейна составляет 318 км².
Выше кишлака Бадомдара принимает приток Ростовдара (правый), Дармайдован (левый):
Выше кишлака Бадом р. Бадом-дара раздваивается на две её составляющих реки. Правая — Ростоу-дара, с пешеходным перевалом в Вахан. По этой дороге ляпис-лазурь импортировалась в Читрал (Индию). Левая река носит название Ляджуар-дара, что значит в переводе „река ляпис-лазури“.
В верховьях реки Дармайдован, притока Бадомдары расположен каскад ледниковых озёр: Бодомдара Верхнее и Бодомдара Нижнее. Площадь озера Бодомдара Нижнее — 54 тыс. м², средняя глубина — 6,2 м, максимальная — 21,8  м;  объем  озера — 343 тыс. м³. Озеро Бодомдара Верхнее возникло в 2010—2020-х годах. Длина реки Дармайдован составляет 12 км,  площадь водосбора — 65,6 км².
В долине реки и её притоков населённых пунктов нет. В 3 км ниже устья Дармайдована находятся руины хутора Бадомдара (Бодомдара).
В верховьях рек Ляджвардара, Даршай и Дараиобхарв известны месторождения флогопита, приуроченные к метаморфической толще.

## Ляджвардаринское лазуритовое месторождение
Среди шунганцев ходила легенда о существовании месторождения лазурита (ляпис-лазури). Один из первых исследователей Шугнанского ханства, побывавший в нем в 1894 году, инженер Андриан Георгиевич Серебренников, участник похода капитана А. Г. Скерского, в своих «Очерках Шугнана» пишет:
На реке Бадом-Дара добывали камень голубого цвета, по всей вероятности, ляпис-лазурь, носящий название по-таджикски «лядживоор». Об этом сохранились только лишь одни рассказы, и даже старики не знают о месте добывания этого минерала, давшего название одному из ущелий — Лядживоор-Дара.
В 1930 году долину Бадомдары исследовала Памирская геологоразведочная партия в поисках месторождения лазурита (ляпис-лазури). Легенды о синем камне (по-таджикски ляджуар) были записаны участником экспедиции П. Н. Лукницким:
В Хороге нам рассказали:
«Есть ляджуар. Но горы, в которых находится он, — заповедны. С далеких времён неприступная скала охраняет его. В годы владычества кызыл-башей — „красных голов“ приходили из южных ханств кафиры, „сиахпуши“, что в буквальном переводе на русский язык означает „чёрная одежда“. Приходили, чтобы добывать ляджуар. Но скала с ляджуаром отвесна. Верёвок и лестниц не было, да и разве хватило бы их? Тогда сиахпуши потребовали, чтобы шугнанцы привели с Шах-Дары „духтар-и-норасид“ — невинную девочку и „бача-и-ноборид“ — необрезанного мальчика, а ещё — от „замин-и-Бегимэ“ — с земли женщины Бегимэ — принесли бы пшеничной муки. Есть кишлак Рэджис по Шах-Даре — вот там земля Бегимэ. Шугнанцы, мирный народ, исполнили требование. Сиахпуши заставили их принести ещё „эздум-и-голь-хор“ — дров из шиповника, разложили под скалою жертвенный костер, и молились своему богу, и кричали, и пели, и сожгли детей на костре. А потом резали скот и прикладывали мясо к скале. На такой высоте это место, что холод там вечно: кровь скота замерзала, и мясо примораживалось к скале. Но не хватило скота, и тогда сиахпуши — проклятие им! — стали резать людей, наших людей — шугнанцев. И хватило людей, мясо примерзло, и по этой лестнице сиахпуши достигли наконец ляджуара. Но потом — ну, надоели они! — собрались наши дехкане и перерезали всех сиахпушей, и больше никто не пытался добывать
ляджуар. Это — священное место, никто не знает его, а кто узнает — погибнет. Не надо его искать, не надо туда ходить. Только безумец может искать свою гибель».
Г. Л. Юдин, А. В. Хабаков и П. Н. Лукницкий открыли Ляджвардаринское лазуритовое месторождение в левом борту верховьев реки Ляджвардары, левого притока реки Бадомдара. Общие сведения об этом месторождении отражены в работах Г. Л. Юдина, А. В. Хабакова и П. Н. Лукницкого (1932), С. И. Клунникова и А. И. Попова (1936), Б. Я. Хоревой (1955). Выходы лазуритовых пород находятся в отвесной стенке скальной грфды высотой более 100 м и за редким исключением недоступны. В осыпях обломки прослеживаются на расстоянии примерно 700—800 м. В 1931 году из этих осыпей было вывезено около 6 т лазурита. Ляджвардаринский лазурит лучше прибайкальского по качеству, менее пиритизирован, чем знаменитый афганский лазурит, но по глубине синего тона ближе к нему.
В советское время добыча лазурита здесь велась промышленным способом.